# Этельберт II (король Кента)
Этельберт (англ. Æthelbert II; умер в 762) — сын умершего в 725 году короля Кента Витреда из Кентской династии. Вместе с братьями поделил Кент на три части. Со временем Этельберт был вынужден признать сюзеренитет королей Мерсии, но сохранил за собой королевский титул. Он правил до 762 года.